# 介輔

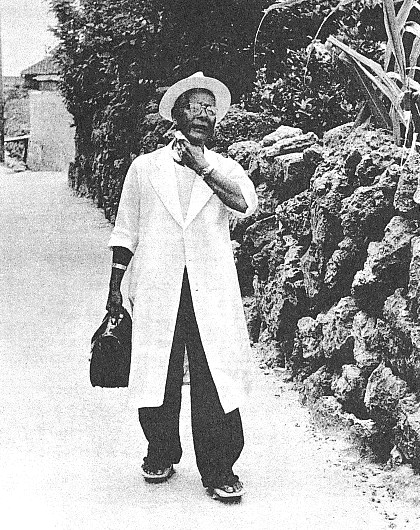
患者宅に往診する介輔（1960年頃に撮影）

医介輔（いかいほ）とは、アメリカ占領下の沖縄（同奄美を含む）に設けられていた医療職のひとつである。正式名称は介輔である。
医介輔は医師不足を補うための「代用医師」として、医師助手や衛生兵経験者らを対象に付与された。制度が作られた1951年（昭和26年）に126名が認定され、最後の1人は2008年（平成20年）まで診療を行っていた。

## 概要
沖縄における西洋医学の教育機関は、1885年（明治18年）に設置された沖縄県医院附属医学講習所に始まる。1889年（明治22年）に沖縄県病院付属医生教習所と改称し、医師法制定に伴う1912年（明治45年）の廃校まで565名が学び、172名が医術開業試験に合格した。これより終戦までの間、九州には九州帝国大学医学部、熊本医科大学、長崎医科大学等があり、日本統治時代の台湾には台湾総督府医学校の流れを汲む台北帝国大学医学部があって、これらにはさまれた立地にある沖縄県は、本土復帰後に一県一医大構想に基いて1979年（昭和54年）に琉球大学医学部が設置されるまで、医科大学・医学専門学校・医学専門部といった医師養成機関は設置されなかった。
1945年（昭和20年）の第二次世界大戦終戦後、沖縄県には医師が約60名しかいなかった。戦後占領期の沖縄では伝染病や栄養失調が蔓延したため、1951年（昭和26年）に琉球列島米国民政府が医師助手や衛生兵経験者を対象に医学講習会を実施し、その結果126名の医介輔が誕生した。
医介輔は「Medical Service Man」として、米国民政府によって明文化され、単に介輔（かいほ）とも呼ばれた。
制度の前身はアメリカ海軍が沖縄戦終結後、旧日本軍衛生兵を始めとした医療経験のある者を「医師助手（Assistant Doctor）」、「歯科医師助手（Assistant Dentist）」として登録し、地域住民の診察行為に従事させたものである。資格には「一代限り」、「現地開業」などの条件が付いており、さらに抗生物質や麻酔薬を自由に使えないこと（後に制限解除）、手術が行えないなどの制限もあった。

## 地域別の分布と経年変化
1951年（昭和26年）の公認時に登録された医介輔の分布は、次のようであった
- 奄美群島（28人）
- 沖縄群島（74人）
- 宮古群島（4人）
- 八重山群島（19人）

1981年(昭和56年）12月末現在　介輔35人　歯科介輔　6人　

## 制度の廃止過程

### 奄美
奄美は1953年（昭和28年）に日本本土に復帰、奄美の医介輔はこの際資格を失った。

### 沖縄県
沖縄では1972年（昭和47年）の日本への返還後も、「沖縄の復帰に伴う特別措置に関する法律」による経過規定で存続した。しかし、世襲制度でなく介輔の資格試験なども無いため新たな資格者は生まれず、その数は高齢化で減り続けた。一方、1979年（昭和54年）になると琉球大学に医学部が設置され、沖縄でも日本の医師法に基づいた医師の養成が行われるようになった。
2008年（平成20年）10月6日、それまで沖縄県うるま市平敷屋（へしきや）にて診療を続けていた元医師助手にして最後の医介輔、宮里善昌（みやざと ぜんしょう）が高齢による聴覚の衰えを理由に廃業、ここに介輔制度は消滅した。2010年（平成22年）12月、宮里が残した日記をもとに製作されたテレビドラマ、『ニセ医者と呼ばれて 〜沖縄・最後の医介輔〜』（読売テレビ）が放送され、医介輔の存在が日本本土にも知らされることとなった。

## 根拠法令
- 米国民政府布令第43号「医師助手廃止」
- 米国民政府布令第42号「歯科医師助手廃止」
  - 沖縄群島介輔及び歯科介輔営業府令（1951年沖縄群島政府府令第7号）
- 医師法（1955年立法第74号）- 琉球政府立法院制定の立法であって、日本国国会が制定した法律である医師法（昭和23年法律第201号）ではない。
- 歯科医師法（1955年立法第75号）- 琉球政府立法院制定の立法であって、日本国国会が制定した歯科医師法（昭和23年法律第202号）ではない
  - 介輔及び歯科介輔規則（1958年規則第108号）
- 沖縄の復帰に伴う特別措置に関する法律（昭和46年法律第129号）

## 類似の資格
- 限地開業医 - 戦前の日本における初期地域医療従事者として、離島などの僻地に限って認められていた資格。
- 赤脚医生（裸足の医者） - 文化大革命期の中国においては、農村医療の担い手を半年程度の研修で養成していた。